# Боровец (горнолыжный курорт)
Бо́ровец, также известный как Чамкория до середины XX века, — популярный болгарский горнолыжный курорт, расположенный в Софийской области на северных склонах горы Рила на высоте 1350 м. Находится в 10 км от Самокова, 73 км от Софии и 125 км от Пловдива.
Сегодня это современный центр зимнего спорта с многочисленными роскошными отелями, располагающий горнолыжными трассами (в том числе детскими и с освещением для ночного катания), трассами для лыжных гонок и биатлона, склонами для фрирайда. Возможно обучение катанию на горных лыжах и сноуборде.
Здесь дважды проводился Альпийский международный горнолыжный кубок, в 1993 году чемпионат мира по биатлону. Город может принять до 10 тысяч туристов.

## Описание
Общая протяженность трасс — 58 километров. Максимальный перепад высот — 1209 метров. Самая длинная трасса (Musala Pathway) простирается на 12 км. Боровец поделен на три зоны: Мартинови бараки-Ситняково, Ястребец и Маркуджик. В местечке Боровец расположены два лыжных трамплина: 50 и 75 метров.

## История
Боровец — это старинный курорт Болгарии, основанный в 1896 году как место отдыха болгарских царей и знати. Здесь охотились царь Борис III, а позже и кайзер Вильгельм.

## Сезон
Лыжники приезжают в Боровец в ноябре. В декабре на местных склонах лежит 1,5-метровый снег. Температура в эти месяцы составляет −6° С. Сезон закрывается в апреле.

## Достопримечательности
Из Боровца организуются экскурсии в Бистрицу, Ситняково и Сарыгёл — бывшие охотничьи резиденции болгарских царей.